# Паншин, Александр Никитич
Александр Никитич Паншин (1863—1904) — российский конькобежец и фигурист. Участник первого чемпионата мира по конькобежному спорту в классическом многоборье (Амстердам, 1889 год), где победил на двух дистанциях из трёх.

## Биография
Паншин стал первым чемпионом России по конькобежному спорту в 1889 году, выиграв дистанцию на 3 версты (3180 метров). В том же году он установил мировой рекорд на дистанции 1500 метров — 2.38,0. В 1889 принял участие в первом чемпионате мира по конькобежному спорту в классическом многоборье, который состоялся в Амстердаме 8—9 января. Александр Паншин победил в забегах на дистанциях ½ мили и 1 миля, но был только вторым на дистанции в 2 мили. По регламенту соревнований чемпионом мира мог признаваться спортсмен, победивший на всех трёх дистанциях, поэтому, несмотря на лучший итоговый результат, Паншин не стал чемпионом мира.
Перестав участвовать в забегах на скорость, Паншин решил, несмотря на солидный для спорта возраст, начать карьеру фигуриста. Стал победителем первого Всероссийского первенства по искусству катанья на коньках (1897 год, Санкт-Петербург). В дальнейшем, выигрывал этот турнир ещё три раза подряд (1898—1900).
Паншин усовершенствовал коньки для скоростного бега, увеличив высоту конька, длину лезвия, изменил форму его носка, сделав конёк кованым. Такие коньки впервые сделал Сестрорецкий оружейный завод. Испытаны они были на озере Сестрорецкий Разлив, на берегу которого по адресу Крестовская улица (ныне улица Мосина) дом 1 жила семья Паншиных.
Был признан Почётным гражданином Сестрорецка, но документы, подтверждающие это, из-за давности лет утрачены.

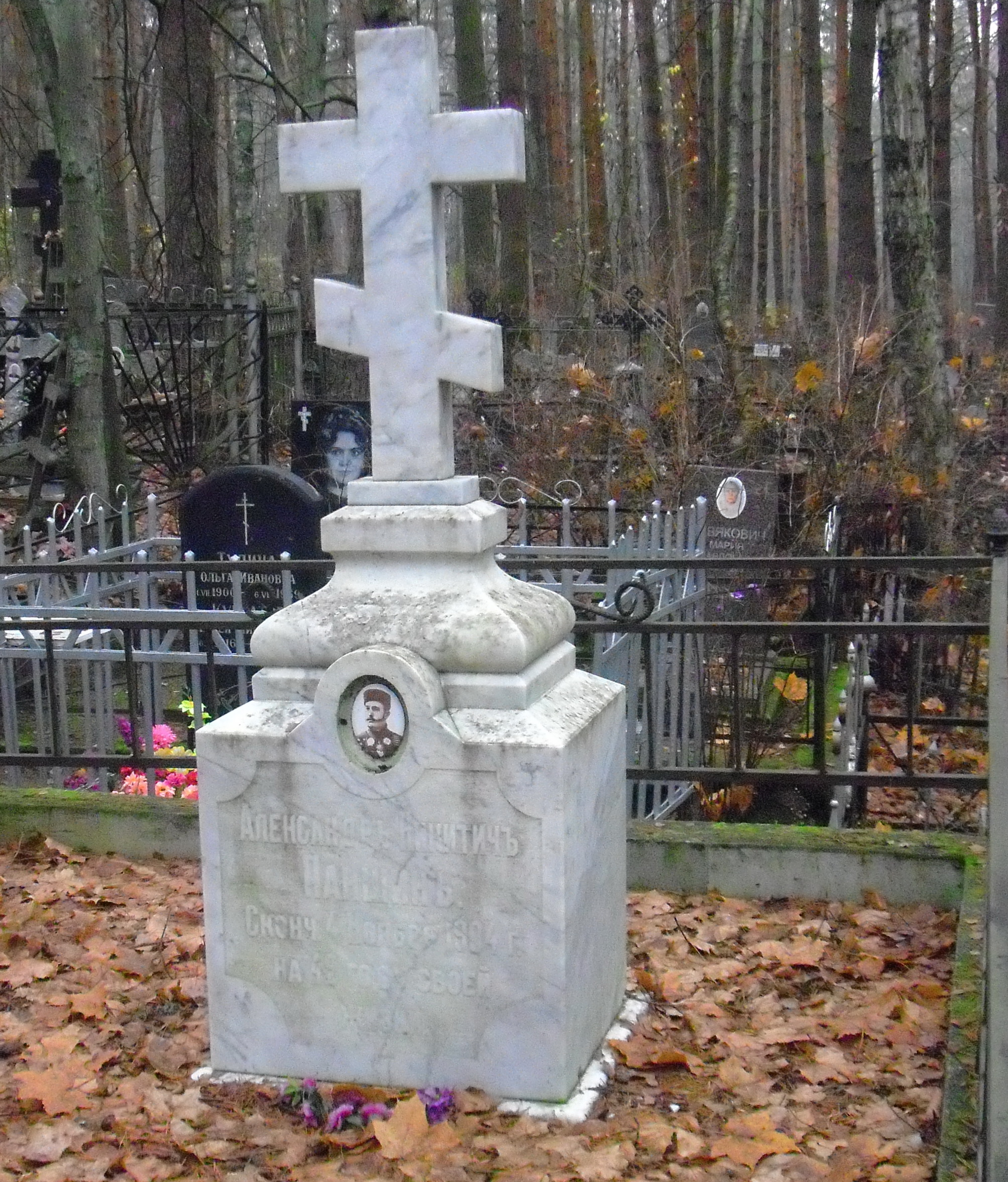
Памятник Паншину на Сестрорецком кладбище

В возрасте 41 года из-за семейных проблем покончил жизнь самоубийством.
Похоронен на Сестрорецком кладбище, в 2005 году могила была реконструирована
.

## Рекорды мира
| дата           | дистанция   | рекорд | город |
| -------------- | ----------- | ------ | ----- |
| 20 января 1889 | 1500 метров | 2.38,0 | Прага |

## Достижения в конькобежном спорте
| турнир                                      | дата              | город     | 1/2 мили                  | 1 миля                   | 2 мили                   | 3 версты (3180 м)        | место     |
| ------------------------------------------- | ----------------- | --------- | ------------------------- | ------------------------ | ------------------------ | ------------------------ | --------- |
| Чемпионат мира (неофициальный) — многоборье | 8 — 9 января 1889 | Амстердам | 1.24,8 (1/q), 1.26,6 (1)  | 2.59,0 (1/q), 2.56,1 (1) | 6.31,6 (1/q), 6.31,0 (2) | -                        | (1)       |
| 1-й чемпионат России                        | 19 февраля 1889   | Москва    | -                         | -                        | -                        | 7.21,3 (1/q), 7.30,0 (1) | -         |
| Чемпионат мира (неофициальный) — многоборье | 3 — 4 января 1890 | Амстердам | 11.26,0 (3/q), 1.26,0 (3) | -                        | -                        | -                        | без места |